# Biely potok
Biely potok je potok v Slovenském ráji.

## Tok potoka
Biely potok pramení severně od planiny Geravy a kaňonovitým údolím klesá až k vodní nádrži Klauzy. Za nádrží potok prochází Tomášovskou Belou, do které se vlévá potok Kyseľ procházející roklemi Malý a Veľký Kyseľ. Biely potok ústí z pravé strany nedaleko Čingova pod Tomašovským výhledem do Hornádu.

## Splavnost
Od vodní nádrže Klauzy po ústí do Hornádu a dále ke Smižanské maši se využívalo Bieleho potoka ke splavování dřeva z okolních lesů. Od splavování bylo upuštěno v roce 1950.